# 엽기하우스
엽기하우스는 대한민국의 엽기사이트로, 플래시 애니메이션이 자료가 있던 사이트이다.